# Trnoploutví
Trnoploutví (Acanthodii) je vymřelá skupina rybovitých obratlovců, kteří se vyvíjeli již v prvohorách (devon až perm). Vyvinuli se nejspíše z bezčelistnatců. Primárně byli sladkovodní. Tělo měli 10–30 cm dlouhé, kryté pancířem, tvořeným silnými šupinami. Hlavu pokrývaly drobné kostěné destičky. Žili pelagicky a dravě. Fylogeneticky na ně navazují ryby (převážně paprskoploutví).